# Езра Паунд
Езра Вестон Луміс Паунд (англ. Ezra Weston Loomis Pound; (30 жовтня 1885 — 1 листопада 1972) — відомий американський поет-модерніст.

## Біографія
Езра Луміс Паунд народився  в штаті Айдахо, США, у заможній та поважній родині нащадків перших колоністів Америки. Його дід, Таддеус, свого часу був губернатором штату й конгресменом.
1900 року 15-річний Паунд вступає до Пенсільванського університету.
1907 року Паунд стає викладачем романських мов в Уебош-коледжі (Кроуфордсвілл). Він займається вивченням трубадурської провансальської поезії, пише та друкує вірші, набуває популярності як поет. Але вже наступного року його виганяють із коледжу за «аморальність» — він надав притулок бездомній дівчині. Тому Паунд 1908 року покидає США та їде до Європи, де й проведе більшу частину свого життя.
Того ж року він видає у Венеції першу збірку віршів, потім переїжджає до Лондона, де стає лідером модерністської поетичної течії — імажизму, але вийшов із неї 1914 року, коли вийшла перша імажистська антологія.
Протягом 4 передвоєнних років Паунд випускає 4 книги (Exultation, Personae, Canzoni, Ripostes). Під час Першої світової війни видає книги антисемітського спрямування та веде кілька відповідних радіопередач.
Пізніше він організував благодійний фонд «Блискучий розум», який допомагав літераторам-початківцям. Зокрема, він сприяв Джойсу у виданні «Улісса», допоміг Еліоту опублікувати поему.
Невдовзі Паунд переїздить до Парижа. Там він працює над оперою Le Testatament (на сюжет Заповіту Війона) і разом із Юліусом Еволою входить до мистецького руху дадаїстів.
Паунд набуває всеєвропейської відомості як «батько модернізму», на батьківщині його вважають найвидатнішим поетом Америки. Він пише вірші, праці з економіки, займається літературною критикою та дає літературні концерти; 1917 року він починає свої Cantos («Пісні»), величезну чи то поему, чи то збірку віршів, яку завершить лише за 2 роки перед смертю.

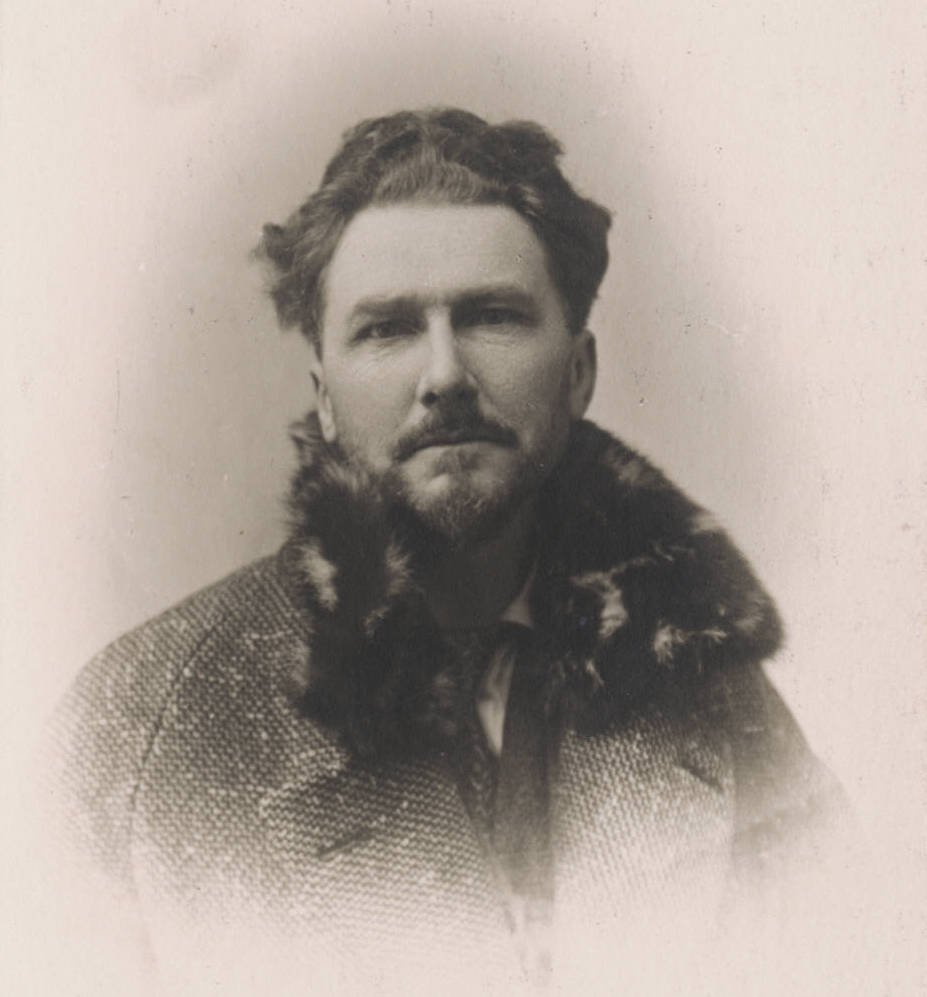
Езра Паунд, 1920-ті роки

1924 рік — Паунд переїздить до Італії, де оселяється в Рапалло. Він підтримував устрій, який створив у країні Муссоліні. На думку митця, той відповідав розумінню справедливості. Паунду як економісту також імпонувала економічна стабільність та промисловий підйом Італії, а як митцю — прекрасні відносини дуче з правою італійською інтелігенцією.
Не припиняючи літературної творчості, Паунд одночасно проводить активну пропаганду фашистського устрою та корпоративної економічної системи, розсилаючи кількасот листів на рік, виступаючи з промовами та публікуючи статті.
З початком війни для Паунда нічого не змінилося, він як і раніше дотримувався ультраправих ідей і докладав усіх зусиль для їх втілення.
На час війни Езра Паунд майже припиняє літературну діяльність і займається виключно політикою та пропагандою. Він виступає на італійському радіо з антисемітськими промовами і закликає американських солдат переходити на італійській бік.
Під час усунення від влади Муссоліні 1943 року Паунд залишався його прихильником, він супроводжував його і в Республіці Сало.
26 липня 1943 року вашингтонський суд виніс Паунду обвинувачення у державній зраді.
1945 року Паунд знов активно береться за вірші, у яких закликає італійців до опору союзникам. Ці вірші друкувалися у газеті морських сил Республіки Сало.

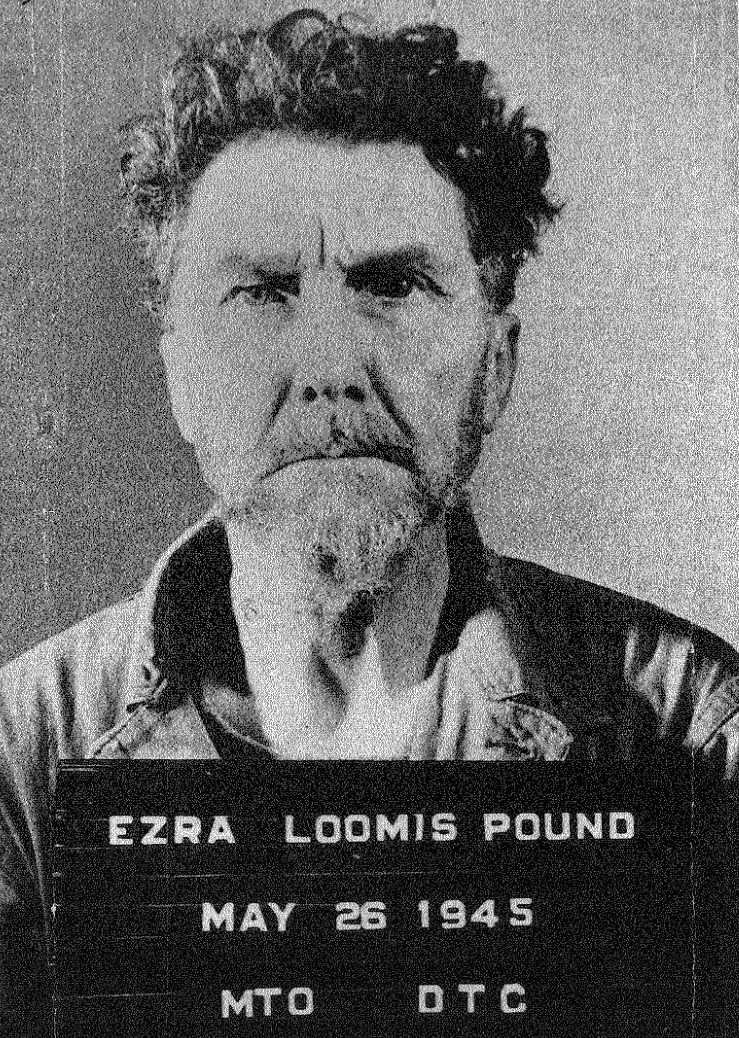
Езра Паунд, 26 травня 1945

У травні Паунда було заарештовано партизанами і передано американській владі у Генуї. Паунда допитують і на деякий час відпускають, у той же час агенти ФБР вивчають записи його передач, його листи, чернетки, статті.
«Людина має бути готова померти за свої переконання» (з інтерв'ю Паунда американській пресі).
Через кілька тижнів Паунда знову заарештовують, засуджують, транспортують до військової в'язниці у Пізі. Паунд довгий час тримається, навіть займається перекладом Конфуція англійською (йому дозволили взяти з собою ці дві книги — Конфуція та китайсько-англійський словник), тоді ж він пише «Пізанські пісні». Через місяць ув'язнення у нього стається приступ і він перестає впізнавати людей, втрачає пам'ять та відмовляється від їжі.
У листопаді 1945 року поета доправляють до Америки, де ним займеться психіатрична комісія. Смертну кару замінили на божевільню — Паунда оголосили божевільним і перевели до психлікарні; звинувачення у зраді залишалося в силі. Комісії Паунд заявив, що його треба негайно відпустити, бо «навіть після загибелі мучеників Муссоліні і Гітлера він знає рецепт спасіння».
1946 року з Італії приїздить його дружина, яка знімає кімнату біля лікарні та підтримує чоловіка. Паунду також дозволили приймати гостей.
1949 року Бібліотека Конгресу США присуджує Паунду Болінгеновську премію, найвищу в тодішньому літературному житті країни. Після тривалих суперечок премію залишають фашисту, але право присудження на наступні роки передають Єльському університету.
1954 року Хемінгуей, отримуючи Нобелівську премію, сказав, що вона насправді належить Паунду і що цей рік дуже підходить для звільнення поетів.
1958 року, після 13 років ув'язнення, Паунду дозволили покинути США і повернутися до Італії.
30 червня Паунд сідає на теплохід «Христофор Колумб», який іде до Неаполя.
Паунд проживає в Рапалло, Венеції та інших містах; він активно працює, випускає останню частину Кантос. Наприкінці життя їздить Європою, відвідуючи могили друзів. Езра Паунд помер 31 жовтня 1972 року у Венеції, де й похований.
Єдиний пам'ятник поету було споруджено завдяки чилійському письменнику Мігелю Серрано у Медіначелі.

## Твори
- «Захоплення» (1909)
- «Маски» (1912)
- «Старий Китай» (1915)
- «Lustra» (1916)
- «Хью Селвін Моберлі» (1920)
- «Пісні» (1917–1970)
- «Пізанські пісні» (1948)

## Українські переклади
- Вибрані поезії Езри Паунда в перекладах Оксани Єфіменко [Архівовано 5 березня 2016 у Wayback Machine.] на сайті Гоголівської Академії
- Поезії Езри Паунда у перекладі Ігоря Костецького вийшли друком в Антології зарубіжної поезії другої половини ХІХ — ХХ сторіччя (укладач Д. С. Наливайко).- К.: «Навчальна книга», 2002.
- Добірка поезій Езри Паунда в перекладі [Архівовано 14 липня 2015 у Wayback Machine.] того ж Ігоря Костецького в часописі «Ї».
- Переклади поезій Езри Паунда на сайті Культурного Спротиву
- Переклади поезій представлені у першому номері журналу «БЛАСТ» [Архівовано 13 серпня 2017 у Wayback Machine.] у ЖЖ-спільноті [Спілки ЕКстремальної Словесності
- Переклади поезій [Архівовано 5 вересня 2017 у Wayback Machine.] у ЖЖ-спільноті Спілки ЕКстремальної Словесності